# AngelList
AngelList — вебсайт для стартапів, ангел-інвесторів та людей, що прагнуть знайти роботу в стартапах. Створений в 2010 році, платформа AngelList має за місію демократизувати інвестиційний процес та допомагати стартапам з проблемами у залученні інвестицій та пошуку кадрів. З 2015 року сайт дозволяє стартапам безкоштовно збирати інвестиційні кошти від ангел-інвесторів.